# 中村柚葉
中村 柚葉（なかむら ゆずは、2001年11月27日 - ）は、東京都杉並区出身の元女子プロ野球選手・代表選手、野球指導者。2023年から読売ジャイアンツ女子チームに所属（登録は内野手）。

## 経歴
杉並区出身で、学童野球の高円寺メイトに所属し区内の学童チームから女子選手のみを選抜した杉並キャッツでも活動していた。中学女子軟式野球の杉並サリーに入団後は、大会での活躍などから台湾で開催された交流試合の杉並代表選手に選出された。高校は女子硬式野球部がある花咲徳栄高等学校に進学。

### 女子プロ時代
2020年、レイアに入団。同年は選手削減により、試合開催時には埼玉アストライアの選手として活動した。
同年シーズン限りで退団。

### 巨人女子時代
2023年から読売ジャイアンツ女子チームと契約を結び2期生として入団。背番号は6。球団では選手契約をするが無報酬のため、中村は同期入団で1学年上の村川佑月と共にシミズオクトでの社内業務と並行して、（巨人の独自メソッドで指導するジャイアンツアカデミーのフランチャイズである）シミズオクトベースボールアカデミーのコーチも務めている。

## 詳細情報

### 年度別打撃成績
| 年 度     | 球 団        | 試 合 | 打 席 | 打 数 | 得 点 | 安 打 | 二 塁 打 | 三 塁 打 | 本 塁 打 | 塁 打 | 打 点 | 盗 塁 | 盗 塁 死 | 犠 打 | 犠 飛 | 四 球 | 敬 遠 | 死 球 | 三 振 | 併 殺 打 | 打 率 | 出 塁 率 | 長 打 率 | O P S |
| --------- | ------------ | ----- | ----- | ----- | ----- | ----- | -------- | -------- | -------- | ----- | ----- | ----- | -------- | ----- | ----- | ----- | ----- | ----- | ----- | -------- | ----- | -------- | -------- | ----- |
| 2020      | アストライア | 31    | 73    | 63    | 8     | 14    | 1        | 0        | 1        | 18    | 4     | 4     | 1        | 3     | 0     | 5     | -     | 3     | 2     | 1        | .222  | .310     | .286     | .596  |
| JWBL：1年 | JWBL：1年    | 31    | 73    | 63    | 8     | 14    | 1        | 0        | 1        | 18    | 4     | 4     | 1        | 3     | 0     | 5     | -     | 3     | 2     | 1        | .222  | .310     | .286     | .596  |

- 2020年度シーズン終了時。
- 「-」は記録なし。

### 記録
- 初出場：2020年6月23日、対京都フローラ戦、1回表に左翼手で出場
- 初打席：同上、5回表に龍田美咲から三ゴロ
- 初安打：2020年7月10日、京都フローラ戦、3回表に龍田美咲から遊撃内野安打
- 初本塁打：2020年10月7日、対京都フローラ戦、1回裏に東坊城夢来から左越2ラン

### 背番号
- 45（2020年）
- 6（2023年 - ）